# Liste der Stolpersteine in Groitzsch
Die Liste der Stolpersteine in Groitzsch enthält sämtliche Stolpersteine, die im Rahmen des gleichnamigen Kunst-Projektes von Gunter Demnig in Groitzsch im Landkreis Leipzig verlegt wurden.

## Hintergrund
Mit der Recherche über Anna Reichardt begannen Schüler des Wiprecht-Gymnasiums in Groitzsch mit ihrer Geschichtslehrerin Sylvia Haase im Jahr 2018. Sie recherchierten dabei auch im Sächsischen Staatsarchiv. 2019 lehnte der Verwaltungsausschuss unter Leitung von Bürgermeister Maik Kunze die Verlegung des Stolpersteins vor Reichardts letztem Wohnhaus zunächst ab, weil der Hauseigentümer dem nicht zustimme.
Nach überregionaler Berichterstattung und Kritik lenkte die Stadt im November 2019 ein und genehmigte die Verlegung. Die Initiative wurde unterstützt von Küf Kaufmann, dem Vorstandsvorsitzenden der Israelitischen Religionsgemeinde zu Leipzig und Präsidiumsmitglied des Zentralrats der Juden in Deutschland, dem Erich-Zeigner-Haus e. V. Leipzig und gefördert von der F.C.-Flick-Stiftung gegen Fremdenfeindlichkeit, Rassismus und Intoleranz.
Die Recherchen konnten Reichardts Weg bis ins Ghetto Bełżyce nachverfolgen, das wenige Tage später am 22. Mai 1942 aufgelöst wurde. Wie alle Insassen muss sie in ein Zwangsarbeitslager oder in ein Vernichtungslager deportiert worden sein.

## Liste der Stolpersteine
| Bild | Verlegeort                               | Verlegedatum  | Inschrift                                                                        | Kurzvita/Anmerkungen |
| ---- | ---------------------------------------- | ------------- | -------------------------------------------------------------------------------- | --- |
|      | Leipziger Straße 28 04539 Groitzsch Lage | 27. Feb. 2020 | Hier wohnte Anna Reichardt geb. Schall Jg. 1878 deportiert 1942 Belzyce ermordet | Anna Elfriede Reichardt, geb. Schall (* 27. November 1878 in Leipzig), am 10. Mai 1942 in einem Zug mit insgesamt 1002 Juden ins Ghetto nach Bełżyce deportiert, nach der Auflösung des Ghettos am 22. Mai 1942 nicht aktenkundig |